# 1 Armia (USA)
1 Armia (ang. First Army, dawniej United Stated First Army) – związek operacyjny US Army, najstarsza i najdłużej aktywna armia polowa armii Stanów Zjednoczonych. Służyła w obu wojnach światowych pod dowództwem najbardziej znanych i wybitnych oficerów amerykańskich. Obecnie funkcjonuje jako armia terytorialna oraz centrum mobilizacyjne i szkoleniowe.

## Sformowanie i I wojna światowa
1 Armia została założona 10 sierpnia 1918 jako armia polowa i została od razu wysłana do Francji podczas I wojny światowej. Duża liczba żołnierzy przydzielonych do Amerykańskich Sił Ekspedycyjnych wymagała przyporządkowana do konkretnego dowództwa. Aby zaspokoić tę potrzebę, 1 Armia była pierwszą z trzech armii polowych utworzonych w ramach Sił Ekspedycyjnych. W jej szeregach służyło wiele postaci, które później odegrały ważną rolę w II wojnie światowej. 1 Armia została rozwiązana w kwietniu 1919 r.

## Lata międzywojenne
W ramach reorganizacji armii amerykańskiej i ostatecznej realizacji poprawki z 1920 r. do Ustawy o Obronie Narodowej z 1916 r. szef sztabu armii, gen. Douglas MacArthur, kierował utworzeniem czterech armii polowych, z których każda była złożona z trzech korpusów, których rejony odpowiedzialności nazywana obszarami korpusu. Armie polowe zostały utworzone w celu zapewnienia struktury organizacyjnej dla dużych organizacji wojskowych, które mogą zostać zmobilizowane w razie potrzeby obrony terytorium USA.
1 Armia stacjonowała w północno-wschodnich Stanach Zjednoczonych i została ponownie aktywowana 11 września 1933 w Fort Jay, na Governors Island w Nowym Jorku. Początkowo działała wyłącznie w teorii, a papierową armią dowodził gen. Dennis Nolan. Do 1942 dowódca 1 Armii był zawsze równoległe dowódcą jednego z trzech obszarów korpusu. Obszar I Korpusu miał siedzibę w Bostonie w stanie Massachusetts, obszar II Korpusu miał siedzibę w Fort Jay w Governors Island w Nowym Jorku, a Obszar III Korpusu miał dowództw w Fort Howard niedaleko Baltimore w stanie Maryland. Ponieważ 1 Armia była na początku organizacją istniejącą teoretycznie, jej personel był obecnym personelem obszarów korpusu. Ogólną misją 1 Armii było dowodzenie i szkolenie regularnej armii, rezerwy wojskowej i jednostek Gwardii Narodowej w trzech obszarach korpusu.
Po Nolanie, szefie wywiadu Amerykańskich Sił Ekspedycyjnych podczas I wojny światowej, dowództwo 1 Armii objął gen. Fox Conner, dowódca I Korpusu oraz inny weteran Wielkiej Wojny i Szef Operacji. W latach następujących bezpośredni po I wojnie światowej Conner był kluczowym mentorem w karierach Dwighta Eisenhowera i George'a Marshalla. Conner przeszedł na emeryturę jako kandydat na szefa sztabu armii Douglasa MacArthura.
W 1931 Armia przeszła pod dowództwo gen. Hugh Druma, który wraz z odbudową armii w 1939 i na początku lat 40. zaczął przekształcać 1 Armię w prawdziwą armię polową. Zaczął zakładać i rozwijać własny personel oraz uczestniczył w manewrach armii na dużą skalę w Luizjanie i Karolinie Północnej w latach 1939–1941. Gdy Stany Zjednoczone przystąpiły do wojny, Drum otrzymał polecenie objęcia dowodzenia nad nowo utworzonym Dowództwem Obrony Wschodniej, odpowiedzialnym za obronę Wschodniego Wybrzeża, dlatego ostatnie złożył dowodzenie 1 Armią 24 grudnia 1942 Drum odszedł z wojska w 1943, kiedy osiągnął obowiązkowy wiek emerytalny. Gen. George Grunert przejął po nim 1 Armię. Formacja osiągnęła gotowość bojową w Bristolu w Wielkiej Brytanii w styczniu 1944 r. pod dowództwem gen. Omara Bradleya.

## II wojna światowa
Przygotowywanie 1 Armii do wzięcia udziału w II wojnie światowej rozpoczęło się w październiku 1943, gdy Bradley wrócił do Waszyngtonu, aby otrzymać dowództwo nad formacją i zaczął gromadzić sztab oraz kwaterę główną przed planowaną inwazją na Normandię. Centrala została aktywowana w styczniu 1944 w Bristolu.
Po zejściu na ląd 6 czerwca 1944, w dniu inwazji, 1 Armia znalazła się pod zwierzchnictwem 21 Grupy Armii gen. Bernarda Montgomery'ego (wraz z brytyjską 2 Armią), która gromadziła wszystkie amerykańskie siły lądowe w Normandii. Trzy amerykańskie dywizje wylądowały z morza na plażach Omaha i Utah, a dwie kolejne z powietrza. Na plaży oddziały szturmowe poczyniły szybko postępy, ale Omaha okazała się najkrwawszą ze wszystkich pięciu stref lądowania. Dwie amerykańskie dywizje powietrznodesantowe należące do 1 Armii, które wylądowały za liniami wroga, zostały rozrzucone po całym regionie, lecz spowodowały znaczne zamieszanie wśród niemieckich żołnierzy, a także w dużej mierze zabezpieczyły swojego cele, aczkolwiek siłami jednostek całkowicie pomieszanych ze sobą. Po połączeniu przyczółków na plażach wojska 1 Armii uderzyły na zachód i odizolowały półwysep Cotentin, a następnie zdobyły Cherbourg.
Po zdobyciu Cherbourga 1 Armia zwróciła się na południe. W operacji Cobra w lipcu 1944 jej siłom udało się wreszcie przełamać linie niemieckie. Nowo utworzona 3 Armia została następnie przepuszczona przez lukę w nieprzyjacielskiej linii obrony, wyzwoliła Bretanię i ścigała Niemców przez Francję.
Wraz z przybyciem kolejnych wojsk amerykańskich na kontynent europejski, 1 Armia przeszła spod kontroli 21 Grupy Armii do nowo utworzonej 12 Grupy Armii, która składała się z 1 Armii i świeżej 3 Armii pod dowództwem gen. George'a Pattona. Gen. Bradley przejął dowództwo 12 Grupy Armii, a gen. Courtney Hodges został nowym dowódcą 1 Armii. Formacja podążyła następnie za 3 Armią, tworząc południowe ramie okrążenia Niemców w kotle Falaise. Po zdobyciu Paryża 25 sierpnia, 1 Armia skierowała się na południe Holandii.
Kiedy Niemcy zaatakowali podczas ofensywy w Ardenach, 1 Armia znalazła się po północnej stronie wybrzuszenia w linii frontu, a zatem została odizolowana od reszty 12 Grupy Armii. Dlatego została tymczasowo przeniesiona wraz z 9 Armią z powrotem do 21 Grupy Armii Montgomery'ego 20 grudnia. [3] Po bitwie ardeńskiej rozpoczęła się kampania nadreńska, a 1 Armia została przeniesiona z powrotem do 12 Grupy Armii. Jednostki 1 Armii przekroczyły dolną część Renu 5 marca, a wyższe części trzy dni później.
7 marca kompania A 27 batalionu piechoty zmotoryzowanej, będącego częścią Dowództwa Bojowego B, przypadkiem zajęła nienaruszony most Ludendorffa w Remagen. Prawie bez oporu przejęto most i ustanowiono bezpieczny przyczółek na drugim brzegu. W ciągu następnych 15 dni ponad 25 tys. żołnierzy i ciężki sprzęt przekroczyło rzekę. Do 4 kwietnia 1 Armia i 9 Armia utworzyły ogromny kocioł, w którym zamknięto niemiecką Grupę Armii B feldmarsz. Walthera Modela, ostatnią znaczącą siły bojowa Wehrmachtu na północnym zachodzie Niemiec. Podczas gdy niektóre elementy 1 Armii koncentrowały się na likwidacji kotła w Zagłębiu Ruhry, inne skierowały się dalej na wschód, tworząc kolejny kocioł z niemiecką 11 Armią. 1 Armia dotarła do Łaby 18 kwietnia. Tam postęp został zatrzymany, ponieważ była to uzgodniona strefa rozgraniczająca siły amerykańskie i sowieckie. Spotkanie amerykańskich oddziałów 1 Armii i wojsk sowieckich nastąpiło 25 kwietnia.
W maju 1945 elementy ofensywne 1 Armii powróciły do Nowego Jorku i przygotowywały się do przeniesienia na Pacyfik, aby przygotować się do operacji Coronet, planowanej inwazji na Honsiu, główną wyspę Japonii wiosną 1946 r., ale Japończycy poddali się w sierpniu 1945 r.

## Historia powojenna

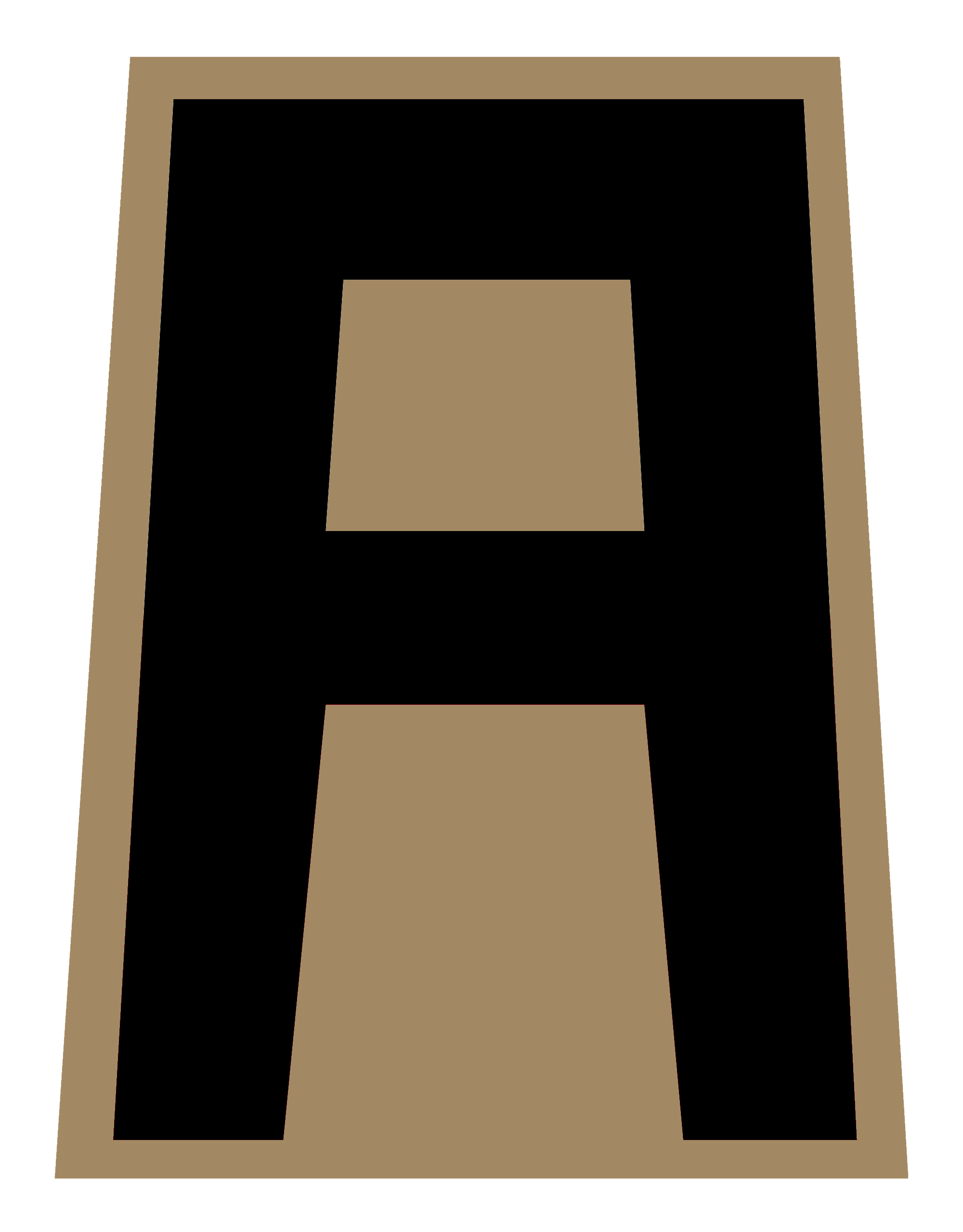
Naszywka naramienna 1 Armii przyjęta w 1950 r.

1 Armia powróciła do Stanów Zjednoczonych pod koniec 1945; najpierw do Fort Jackson w Karolinie Południowej, a następnie do Fort Bragg w Karolinie Północnej. Wiosną 1946 powróciła do Fort Jay na wyspie Governors Island w Nowym Jorku. Dwadzieścia lat później, w 1966 r., 1 Armia przeniosła się do Fort Meade w stanie Maryland i przejęła obowiązki 2 Armii, która została rozwiązana. W 1973 zadania 1 Armii przekształciły się głównie w misję szkolenia i przeformowywania jednostek aktywnych na jednostki rezerwy armii.
W 1993 dowództwo 1 Armii przeniosło się do Fort Gillem, niedaleko Atlanty w stanie Georgia i stało się odpowiedzialne za szkolenie i mobilizację wszystkich jednostek rezerwy armii i Gwardii Narodowej oraz zapewnianie pomocy sektorowi cywilnemu podczas kryzysów narodowych i klęsk żywiołowych. W tej ostatniej roli wkład 1 Armii podczas likwidacji skutków huraganu Katrina w 2005 był jednym z nielicznych jasnych momentów reakcji rządu federalnego na ten kataklizm. Dowódca 1 Armii, gen. Russel Honoré, pochodzący z Luizjany, stał się postacią uznaną w całym kraju dzięki swojemu bezinteresownemu podejściu do pomocy ofiarom, za co otrzymał nagrodę Joint Meritorious Unit Award.
W XXI wieku 1 Armia była poddawana kolejnym zmianom, takie jak zamykanie baz i budowanie struktur siłowych w celu modernizacji, ekonomizacji i zmiany zadań armii. Dowództwo 1 Armii zostało przeniesione do Rock Island Arsenal w stanie Illinois w 2011. Jej poprzednie kwatery w Fort Gillem miały zostać przeniesione do jednej krajowej lokalizacji w celu mobilizacji i demobilizacji Gwardii Narodowej i jednostek rezerwowych.
W ramach drugiej ze zmian, reorganizacji programu Armii Stanów Zjednoczonych w 2006, 1 Armia zamieniła swoją misję pomocy cywilnej na misje szkoleniowe i wspierające jednostki wojskowe w zachodniej części Stanów Zjednoczonych, poprzednio prowadzone przez 5 Armię. 5 Armia stała się kluczową formacją amerykańską na północy kraju, odpowiedzialną za obronę ojczyzny i pomoc krajową w nagłych wypadkach.
Pierwsza armia dezaktywowała swoje dywizje treningowe i reaktywowała je jako oddzielne brygady treningowe pod dwoma dowództwami. Dywizja Wschodnia 1 Armii z siedzibą w Fort Meade w stanie Maryland pełni te obowiązki we wszystkich stanach na wschód od rzeki Missisipi, a Dywizja Zachodnia przejmując rolę 5 Armii i przenosząc się z Fort Carson do nowej siedziby w Fort Hood w Teksasie, nadzoruje jednostki we wszystkich stanach na zachód od rzeki Missisipi.
1 Armia Stanów Zjednoczonych została przemianowana na 1 Armię 3 października 2006.